# The Square (Dubai)
Dubai Square ist ein in Dubai in den Vereinigten Arabischen Emiraten in Planung befindliches Einkaufszentrum, das zum Zeitpunkt seiner Eröffnung mit einer Bruttofläche von 750.000 Quadratmetern Bruttofläche die größte Mall der Welt wäre. Die Mall grenzt an den sich in Bau befindlichen The Tower. Das Projekt Dubai Square wird verantwortet von den Gesellschaften Emaar Properties und der Dubai Holding. Die Mall soll in vier bis fünf Jahren[veraltet] eröffnet werden.